# Wysoka (gmina)
Wysoka est une gmina mixte du powiat de Piła, Grande-Pologne, dans le centre-ouest de la Pologne. Son siège est la ville de Wysoka, qui se situe environ 25 km à l'est de Piła et 86 km au nord de la capitale régionale Poznań.
La gmina couvre une superficie de 123,04 km2 pour une population de 6 890 habitants.

## Géographie

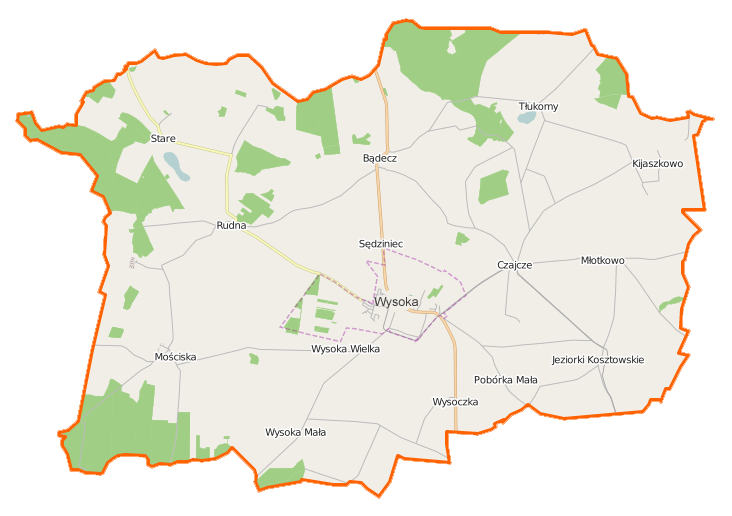
Plan de la gmina.

Outre la ville de Wysoka, la gmina inclut les villages de:
- Bądecz
- Czajcze
- Jeziorki Kosztowskie
- Kijaszkowo
- Młotkowo
- Mościska
- Rudna
- Stare
- Tłukomy
- Wysoczka
- Wysoka Mała

### Gminy voisines
La gmina de Wysoka est bordée des gminy de:
- Białośliwie
- Kaczory
- Krajenka
- Łobżenica
- Miasteczko Krajeńskie
- Wyrzysk
- Złotów

## Structure du terrain
D'après les données de 2002, la superficie de la commune de Wysoka est de 123,04 km², répartis comme tel :
- terres agricoles : 79%
- forêts : 13%

La commune représente 9,71% de la superficie du powiat.

## Démographie
Données du 30 juin 2004 :
| description        | Total  | Total | Femmes | Femmes | Hommes | Hommes |
| ------------------ | ------ | ----- | ------ | ------ | ------ | ------ |
| Unité              | Nombre | %     | Nombre | %      | Nombre | %      |
| population         | 6 943  | 100   | 3 414  | 49,2   | 3 529  | 50,8   |
| Densité (hab./km²) | 56,4   | 56,4  | 27,7   | 27,7   | 28,7   | 28,7   |